# 刘新宇
刘新宇（1973年10月—），是中共党员，国家973计划首席科学家，中国科学院微电子研究所研究员。

## 生平
1995年毕业于安徽师范大学物理系，1998年于航天部771所获硕士学位，2000年于中国科学院微电子研究所获博士学位，师从吴德馨院士。博士毕业留中国科学院微电子研究所工作，2002年晋升研究员。2011年5月，任中国科学院微电子研究所副所长。2020年7月，不再担任中国科学院微电子研究所副所长职务，保留副局级。

## 学术贡献
主要从事III-V族化合物（GaAs、InP、GaN）半导体器件和电路工艺，微波MMIC设计和研制，以及微波功率模块研究。曾2次作为首席科学家承担国家973计划项目。2023年，其所完成的“高性能数据转换芯片研发及产业化”项目荣获中国科学院科技促进发展奖。